# Berrenberg

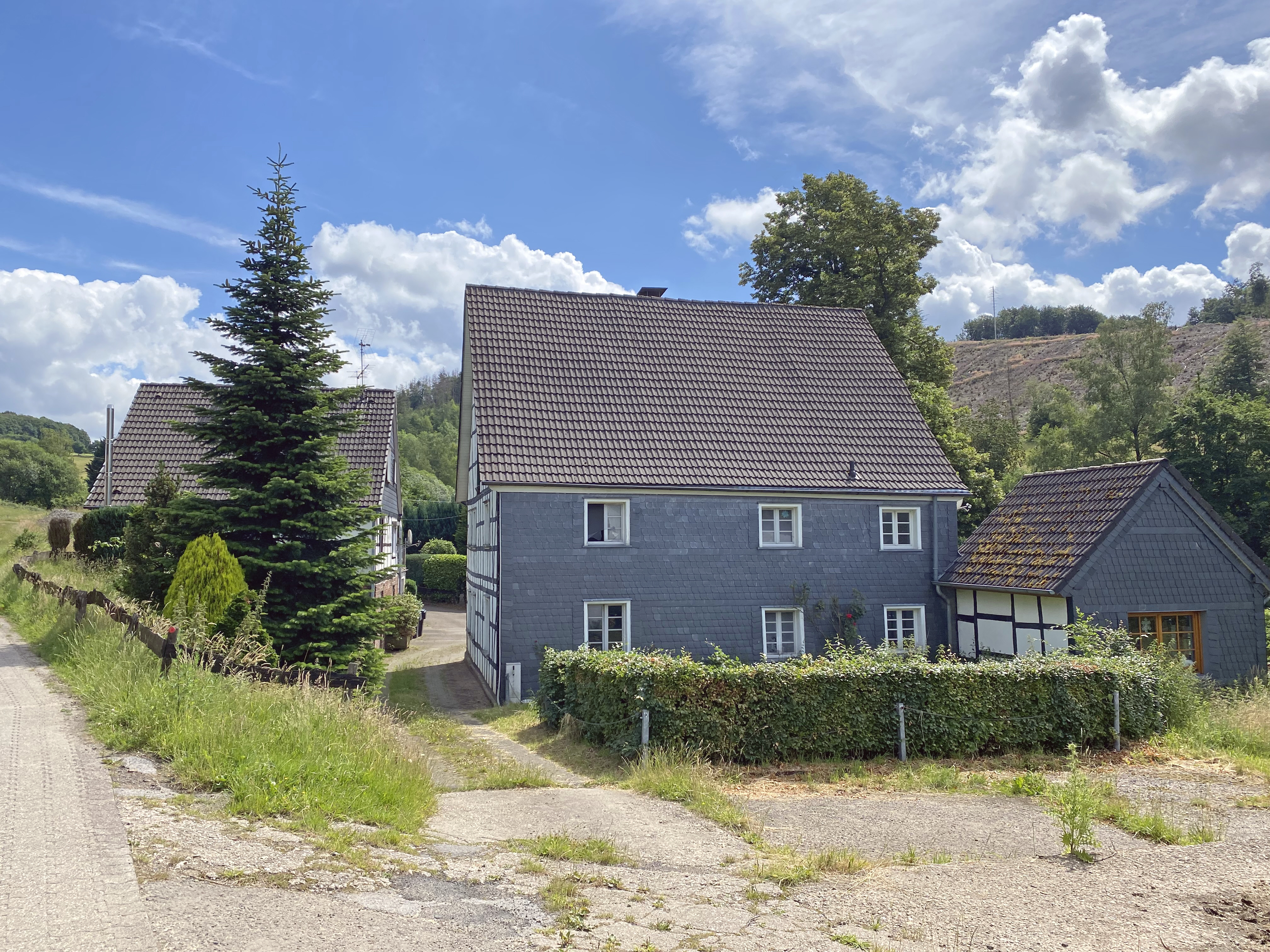
Fachwerkhaus mit Denkmalschutz in Berrenberg

Berrenberg ist eine Hofschaft in der Gemeinde Wipperfürth im Oberbergischen Kreis im Regierungsbezirk Köln in Nordrhein-Westfalen (Deutschland). Die Ortschaft gehört zum Ortsteil Agathaberg.

## Lage und Beschreibung
Der Ort liegt in einer Tallage unmittelbar an der Stadtgrenze zu Lindlar. Nachbarorte sind Hintermühle, Vordermühle, Dellweg, Bengelshagen, Niederholl und Wingenbach. Er ist über die Kreisstraße 18 erreichbar, ein Abzweig zwischen Niederholl und Bengelshagen, der anschließend nach Hintermühle weiterverläuft, führt zu dem Ort.
Der Wingenbacher Siefen, ein Quellfluss der Lindlarer Sülz, entspringt nördlich von Berrenberg. Östlich verläuft der Holler Siepen, der ebenfalls in die Sülz mündet. Der Steinberg (411 m) liegt nördlich der Ortschaft.
Berrenberg ist eine von 49 Ortschaften, die zum Schulbezirk Agathaberg gehören. Im Ort steht das 2-stöckige Fachwerkhaus (um 1800) und der Bildstock (1860) gegenüber unter Denkmalschutz.

## Landwirtschaft
Wie viele Weiler und Orte in der unmittelbaren Umgebung, ist Berrenberg von der Landwirtschaft geprägt. Das Absterben der kleineren landwirtschaftlichen Betriebe seit der zweiten Hälfte des 20. Jahrhunderts ist auch in diesem Ort zu beobachten.
So gab es in Berrenberg früher drei Bauernhöfe. 1985 wurde der erste Hof geschlossen und das Haus wird heute als Mietshaus genutzt. 2003 schloss dann auch der zweite Bauernhof. Im Februar 2004 wurden die Milchkühe des dritten Bauernhofs verkauft und die Milchproduktion eingestellt.

## Rad- und Wanderwege
Der sieben Kilometer lange Rundwanderweg A2 Dohrgaul (Dohrgaul – Hahnenberg – Wingenbach – Berrenberg – Hintermühle – Kahlscheuer – Dohrgaul) durchläuft den Ort.

## Politik
Berrenberg gehört gemäß der Kreiswahlbezirkseinteilung des Oberbergischen Kreises zum Wahlbezirk 142. Friedhelm Scherkenbach (CDU) gewann den Wahlbezirk und vertritt so den Ort im Rat der Stadt Wipperfürth.

## Wirtschaft
Berrenberg ist Standort eines Unternehmens, das seit 2002 Neuwaren, vom Autokindersitz bis zum kompletten Kinderzimmer für Babys und Kleinkinder, über seinen Onlineshop verkauft.

## Busverbindungen
Haltestelle Vordermühle:
- 333 Wipperfürth – Dohrgaul – Frielingsdorf – Engelskirchen Bf. (OVAG, Montag bis Sonntag, kein Abend- und Nachtverkehr)

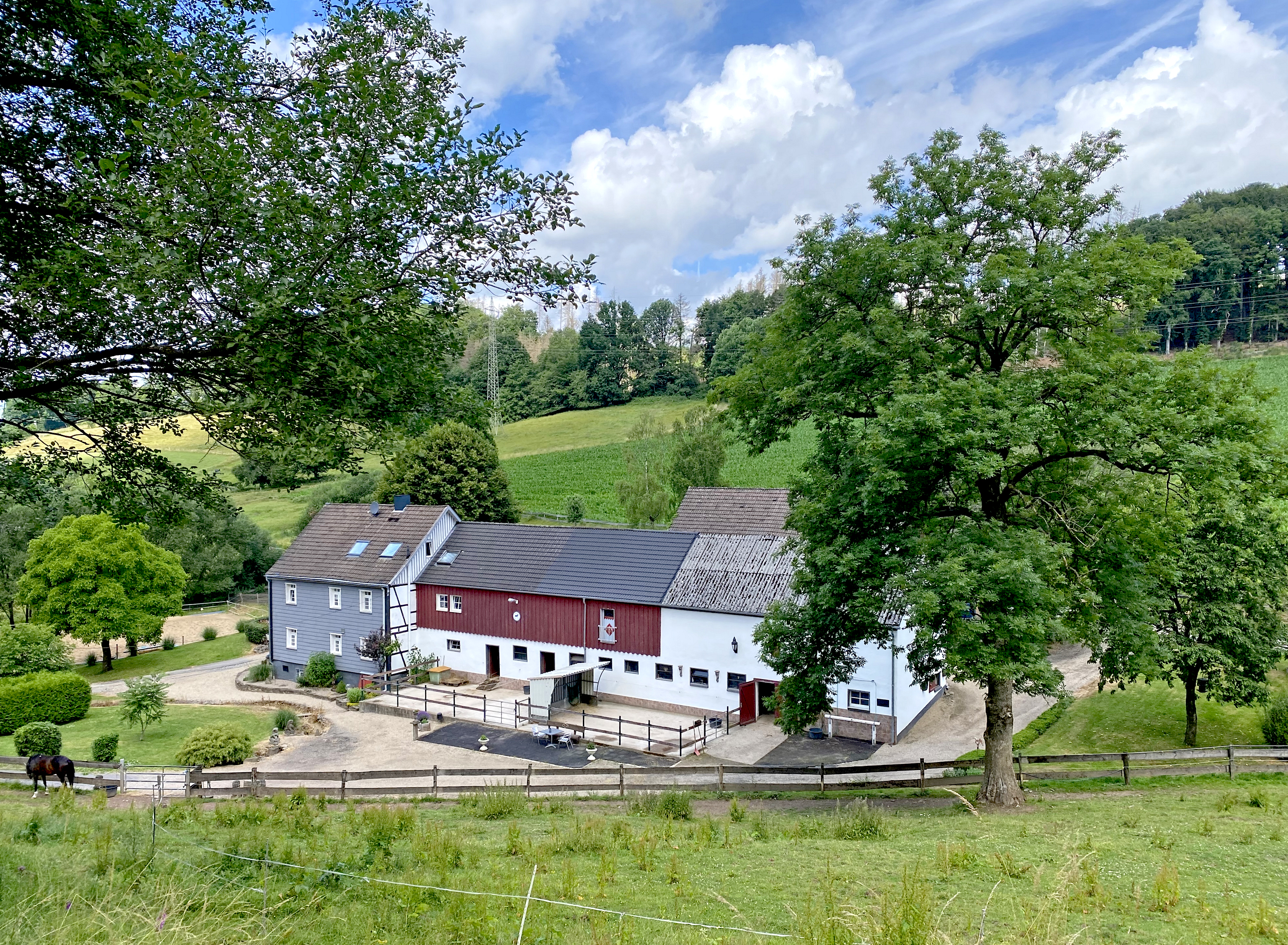
Hof Berrenberg 1
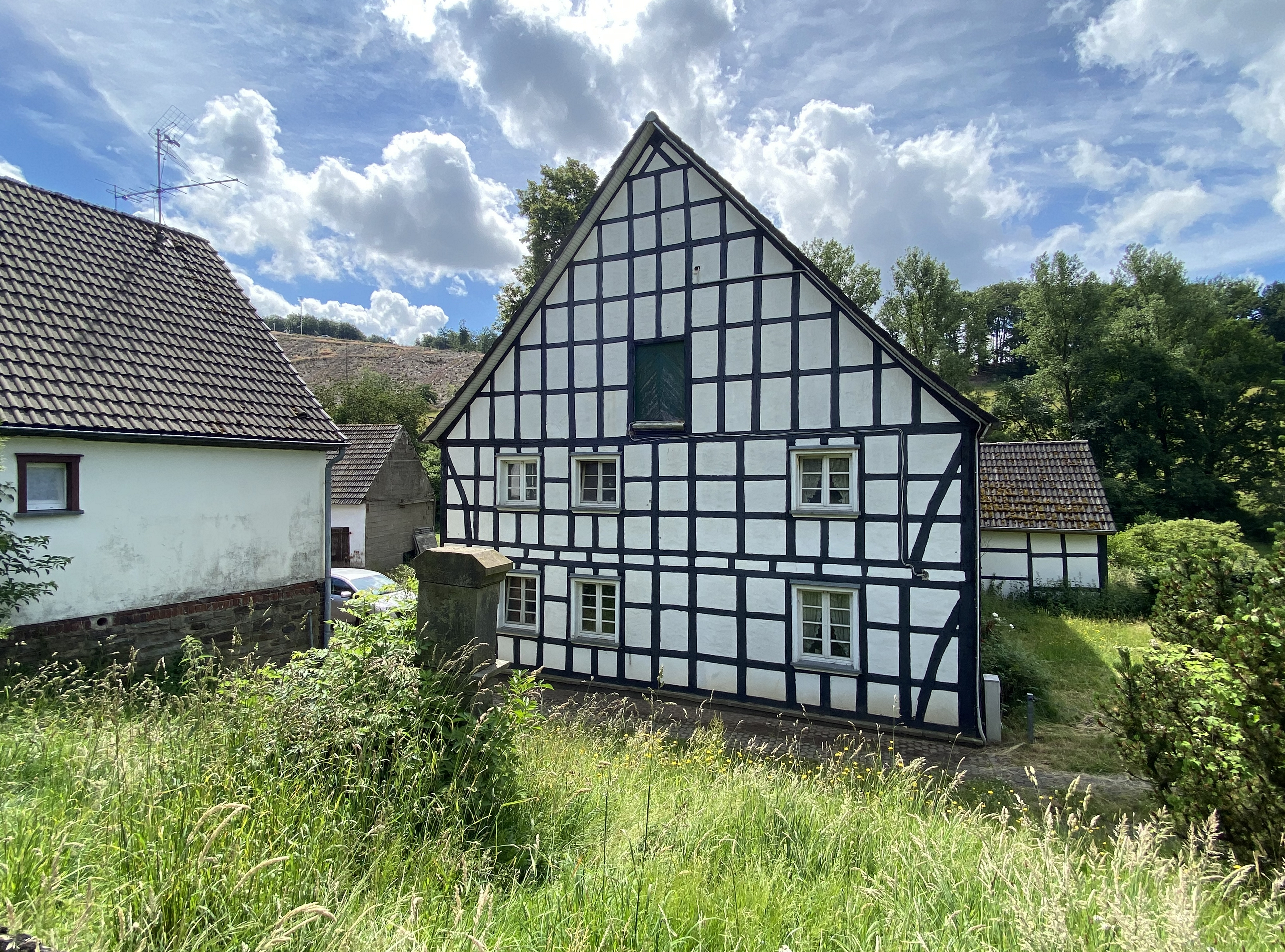
Fachwerkensemble und Bildstock stehen unter Denkmalschutz
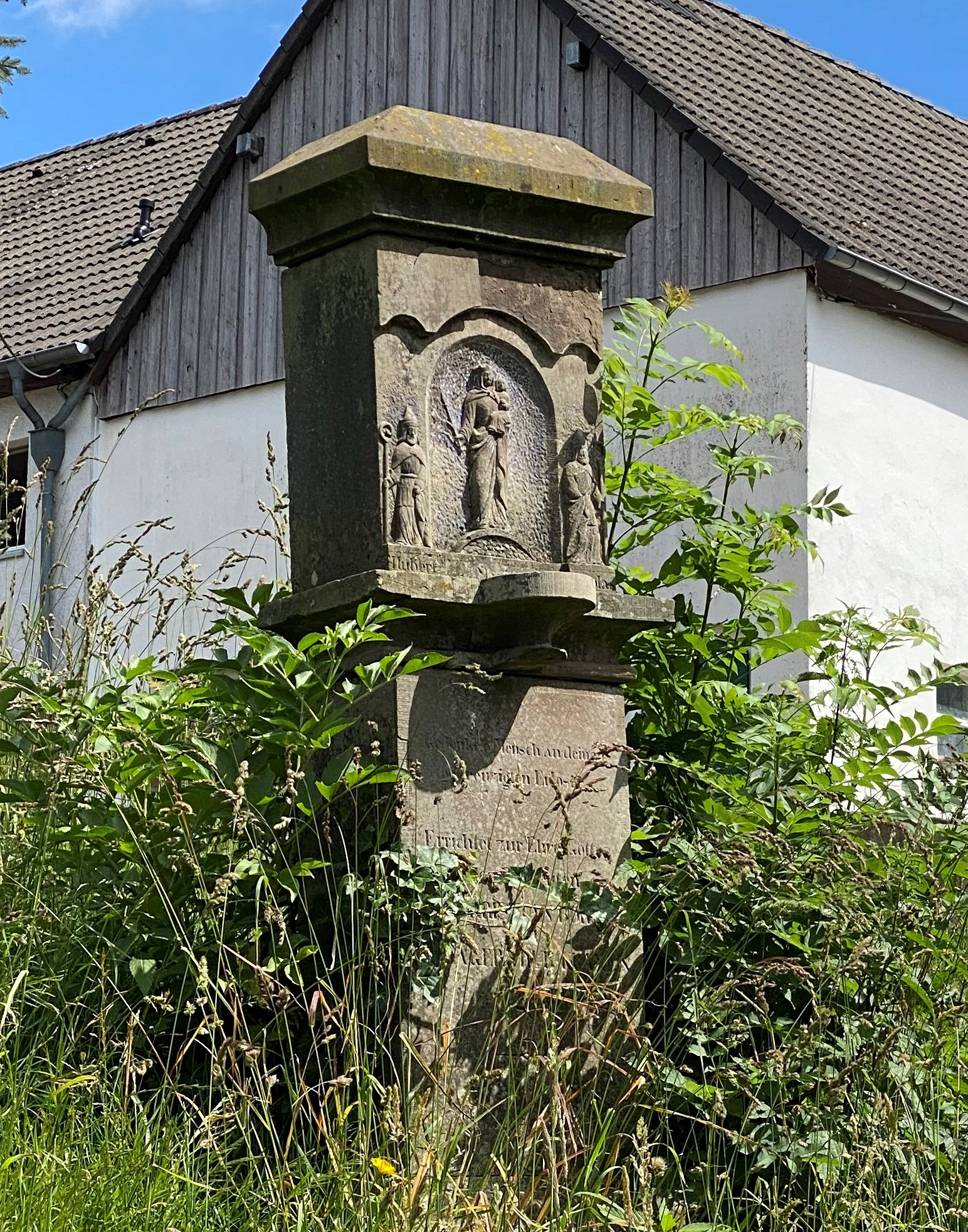
Baudenkmal Bildstock Berrenberg 2b
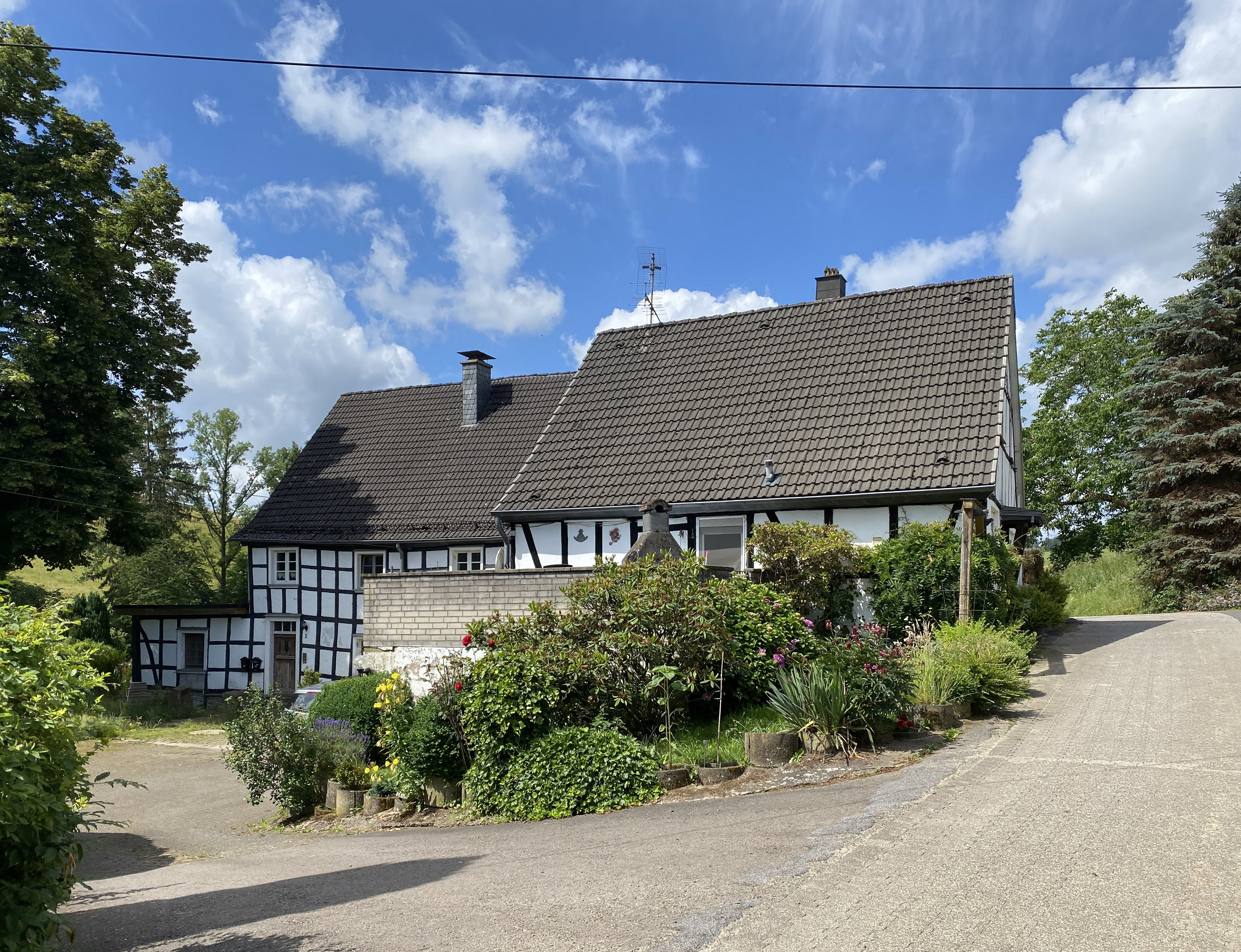
Berrenberg 2–2b
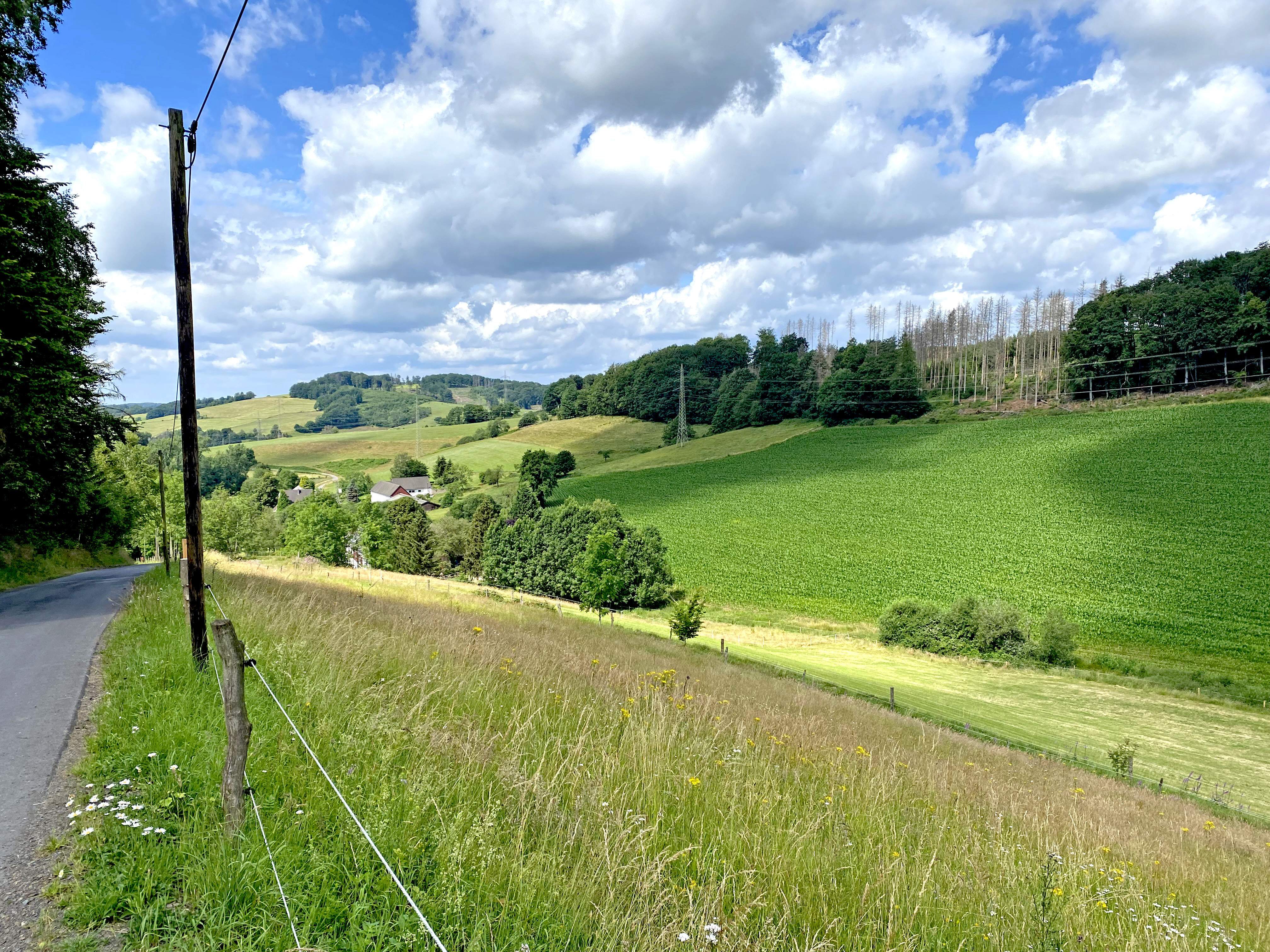
Berrenberg von Osten